# Mnajdra
Mnajdra és un  temple megalític que es troba a la costa sud de Malta, a 500 m de l'estructura homòloga d'Hagar Qim. És a prop d'un penya-segat i des d'aquest és possible veure l'illot de Filfla. Mnajdra va ser construït en el 3000 aC i és, per tant, una de les més antigues estructures autònomes del món, anterior fins i tot a les piràmides d'Egipte i Stonehenge.
Està composta per pedra calcària d'origen coral·lí, la qual és molt més forta que la del veí Hagar Qim. El 1992, la UNESCO va declarar el conjunt de Mnajdra, amb quatre  llocs megalítics a l'arxipèlag de Malta, Patrimoni de la Humanitat.